# بلبول ذو المنقار الأصفر
بلبول ذو المنقار الأصفر (الاسم العلمي: Anas georgica) هو نوع من فصيلة بطية.